# Liste der Kulturdenkmäler in Ditscheid
In der Liste der Kulturdenkmäler in Ditscheid sind alle Kulturdenkmäler der rheinland-pfälzischen Ortsgemeinde Ditscheid aufgeführt. Grundlage ist die Denkmalliste des Landes Rheinland-Pfalz (Stand: 27. Oktober 2023).

## Einzeldenkmäler
| Bezeichnung                       | Lage                                       | Baujahr         | Beschreibung                     | Bild                           |
| --------------------------------- | ------------------------------------------ | --------------- | -------------------------------- | ------------------------------ |
| Katholische Kapelle St. Apollonia | Kirchstraße 1 Lage                         | 1850            | Saalbau, Bruchstein, 1850        | weitere Bilder Fotos hochladen |
| Grabkreuze                        | Hauptstraße, auf dem Friedhof Lage         | 18. Jahrhundert | zwei Grabkreuze, 18. Jahrhundert | Fotos hochladen                |
| Kreuz                             | nördlich des Ortes an der Wegekapelle Lage | 1742            | Wege- oder Grabkreuz, 1742       | BW                             |